# Зіркомох колючий
Зіркомох колючий (Mnium spinosum) — вид мохів порядку головмохальних (Bryales).

## Поширення
Ареал охоплює такі частини світу: Європа, Північна Америка, Азія.
Населяє ліси на гумусі, ґрунт; низька або помірна (висока) висота;.

## Галерея

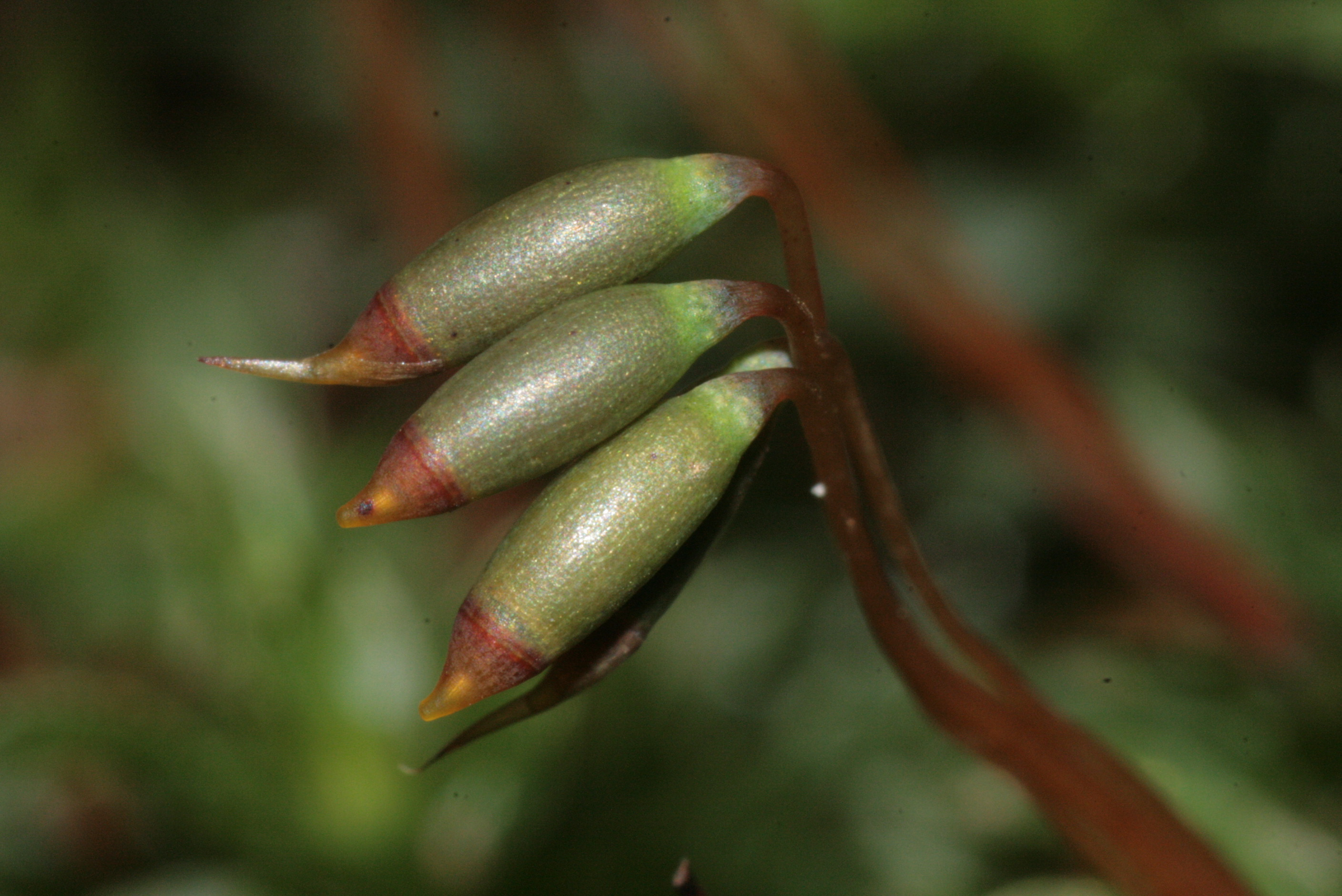
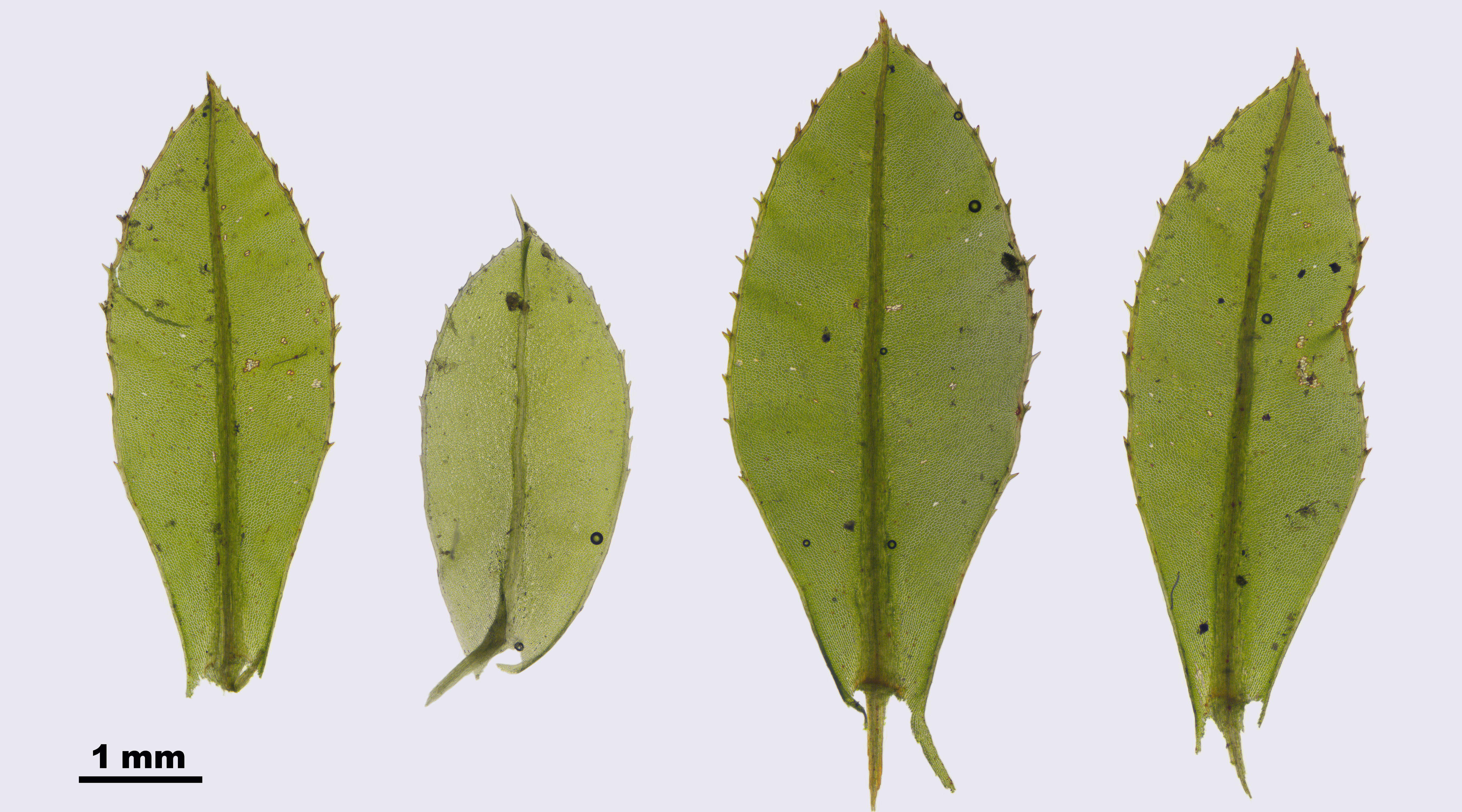
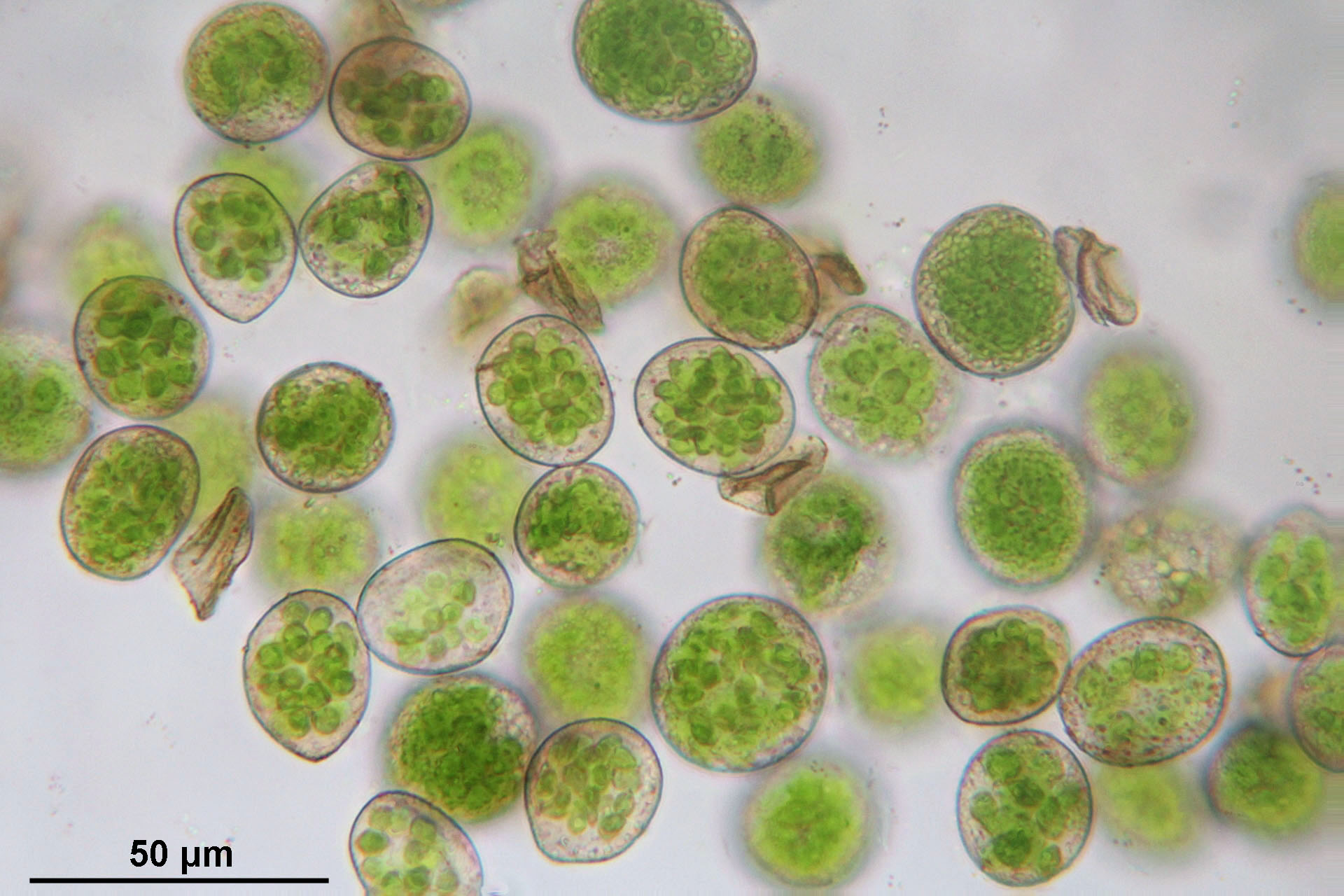

## Характеристика
Рослини 3.5–6(8) см. Стебла червоні або червонувато-коричневі. Листки від зелених до темно-зелених, хрусткі або хвилясті, в сухому стані скручені, еліптичні, яйцювато-еліптичні, видовжено-яйцеподібні або рідко обернено-яйцеподібні, рідко вузькі, 4–6 мм; краї червонувато-коричневі, багатошарові зі смугою, зубчасті до нижньої середини листа, зубці парні, великі, гострі; верхівка гостра чи заокруглено-гостра. Вид дводомний. Коробочка жовто-коричнева, 1.5–2.5 мм. Спори 20–32 мкм.